# Plexippoides flavescens
Plexippoides flavescens är en spindelart som först beskrevs av Pickard-Cambridge O. 1872.  Plexippoides flavescens ingår i släktet Plexippoides och familjen hoppspindlar. Inga underarter finns listade i Catalogue of Life.